# Chemin de fer Intercolonial
Le chemin de fer Intercolonial (en anglais, Intercolonial Railway - ICR) est créé en 1872 par le gouvernement du Canada pour répondre à l'exigence des provinces maritimes avant leur intégration à la Confédération canadienne. En 1876, la voie de 560 milles (900 km) relie Halifax (Nouvelle-Écosse) à Rivière-du-Loup (Québec) où la connexion avec la voie du Grand Tronc permet de passer par Lévis, en face de la ville de Québec, et de rejoindre Montréal. En 1918, l'Intercolonial est intégré au chemin de fer Canadien National.

## Les origines
L'idée d'un chemin de fer reliant les colonies britanniques d'Amérique du Nord est née dès le début de l'ère du chemin de fer dans les années 1830, d'autant que la sécurité était remise en jeu depuis la guerre de 1812 avec les États Unis (traité Webster-Ashburton). Les colonies britanniques du Haut et du Bas-Canada (qui deviendront l'Ontario et le Québec) ont souhaité améliorer le transport terrestre avec les colonies de la côte atlantique de la Nouvelle-Écosse et du Nouveau-Brunswick et, dans une moindre mesure, l'Île-du-Prince-Édouard et Terre-Neuve. Cette liaison ferroviaire est vitale pour la défense frontalière pendant les mois d'hiver lorsque les eaux gelées du fleuve Saint-Laurent rendent la navigation impossible et l'accès à l'année à de nouveaux marchés est important pour l'économie des colonies maritimes.
Des relevés importants sont effectués tout au long des années 1830-1850. Trois itinéraires sont considérés: une route au sud, une centrale et une au nord. En 1849, le major William Robinson recommande la route du nord comme la plus sûre en cas de conflit avec les américains. Des pourparlers de financement ont lieu entre les diverses administrations coloniales et le gouvernement britannique, mais il y a peu de progrès en dehors des discussions.

## Voies ferrées antérieures à la confédération
Le principal acteur ferroviaire du Canada central dans les années 1850 était le chemin de fer du Grand Tronc (Grand Trunk Railway, GTR) qui a choisi le port atlantique américain de Portland, dans le Maine, au lieu d'un trajet plus long par les provinces Maritimes. En conséquence, Portland a connu une expansion économique fulgurante pendant les mois d'hiver lorsque cessait la saison de navigation à Montréal. Dans les provinces Maritimes, la construction de chemins de fer a débuté dès le milieu des années 1830 avec l'ouverture du Albion Railway pour l'extraction de charbon dans le comté de Pictou en Nouvelle-Écosse, le deuxième chemin de fer à ouvrir en Amérique du Nord britannique. Dans les années 1850, deux voies ferrées importantes sont construites dans les Maritimes pour relier les villes de la côte atlantique aux trajets des bateaux à vapeur du détroit de Northumberland et du golfe du Saint-Laurent : 

### Nova Scotia Railway (NSR)
Le chemin de fer de Nouvelle-Écosse (NSR) est construit par étapes entre le port atlantique d'Halifax au nord de Truro et le comté industriel de Pictou, au nord-est dans le détroit de Northumberland. Pictou est rapidement devenu un important port ferroviaire pour les bateaux à vapeur desservant l'Île-du-Prince-Édouard. Le NSR a aussi donné accès à l'arrière-pays agricole de la vallée d'Annapolis, en Nouvelle-Écosse, en construisant une voie entre Halifax et Windsor  avec un port sur la baie de Fundy. La longueur de voie du NSR est de 144,22 milles (232.1 km).

### European and North American Railway (E&NA)
En 1851, deux compagnies nommées « European and North American Railway » sont incorporées dans l'état du Maine et au Nouveau-Brunswick. L'E&NA devait relier le réseau ferroviaire de la Nouvelle-Angleterre (États-Unis) vers l'Est, à travers les Maritimes, à un port libre de glace plus près des routes de navigation vers l'Europe. L'état du Maine n'a jamais commencé les travaux. Le Nouveau-Brunswick construit la première partie de l'E&NA entre la ville portuaire de Saint-Jean sur la baie de Fundy, via Moncton («The Bend» de la rivière Petitcodiac), jusqu'à la ville portuaire de Shediac sur le détroit de Northumberland. La ligne de Saint-Jean à Shediac est inaugurée le 20 août 1857 mais n'atteindra jamais un port en Nouvelle-Écosse. La longueur de voie de l'E&NA est de 107,97 milles (173,8 km).
En mars 1879, le chemin de fer «International Railway» inaugure une voie de 111 km à partir d'un embranchement avec la voie du «Grand Trunk Railway» à Lennoxville près de Sherbrooke (Québec). La voie passe par Cookshire, Scotstown et Lac Mégantic. Elle continue à travers le nord du Maine (USA) où, à Henderson (au nord de Brownville), elle croise le «Bangor & Katahdin Iron Works Railway» (sera incorporé au Bangor & Aroostook Railway) et rejoint le «Maine Central Railway», au village de Mattawamkeag, et qui permet de rejoindre le pont international sur la rivière Ste-Croix pour faire connection avec le «European & North American Railway»  pour atteindre St-Jean au Nouveau-Brunswick. Entre 1886 et 1887, le Canadien Pacifique prend le contrôle des chemins de fer «Waterloo & Magog» et «International Railway pour les relier à sa voie de Montréal via Sherbrooke et Eastman et ainsi obtenir l'accès au port atlantique de St-Jean.

## Confédération
L'instabilité géopolitique en Amérique du Nord résultant de la guerre de Sécession a conduit à une nervosité accrue de la part des colonies britanniques d'Amérique du Nord. Les demandes de liens politiques et économiques plus étroits entre les colonies ont conduit à de nouveaux appels en faveur d'un chemin de fer intercolonial. Une conférence de 1862 à Québec a résulté en un accord sur le financement du chemin de fer qui prévoyait le partage des coûts de construction entre les colonies des Maritimes et le Canada avec la Grande-Bretagne endossant les dettes, mais l'accord a échoué après quelques mois. [réf. nécessaire]
Les préoccupations persistantes au sujet de la guerre de Sécession ont mené à la Conférence de Charlottetown en 1864 ce qui a permis, en 1867, de réunir dans la Confédération le Nouveau-Brunswick, la Nouvelle-Écosse et de la province de Canada (Ontario et Québec). L'Acte de l'Amérique du Nord britannique de 1867 (BNA Act) a officiellement établi un accord prévoyant la construction du chemin de fer Intercolonial à l'article 145 ,. Il faudra encore une décennie avant qu'un itinéraire ne soit finalement choisi et que la construction ne soit achevée. Dès le début, le gouvernement fédéral a pris en charge le NSR et l'E&NA qui devaient être entièrement intégrés à l'ICR. L'itinéraire reliant la Nouvelle-Écosse (NSR) et le Nouveau-Brunswick (E&NA) n'a pas été contesté car la ligne traverse les montagnes Cobequid et l'isthme de Chignecto où les options étaient limitées par la topographie locale. Par contre, du Québec au Nouveau-Brunswick, il y avait trois possibilités et, en 1863, une commission d'ingénieurs, dirigée par Sir Sandford Fleming, a été créée pour les étudier:   
- La « Voie frontalière » au sud, dont les relevés ont été faits en 1836 par le capitaine Yule ( Royal Engineers ), s'étend de Saint-Jean, via Fredericton, en remontant la vallée du fleuve Saint-Jean, jusqu'à l'Est du Québec; mais une bonne partie de l'itinéraire se trouve au-delà de la nouvelle frontière internationale décidée en faveur des États-Unis par le traité  « Webster – Ashburton » en 1842.
- La « Voie centrale » dont l'arpenteur reste inconnu, se dirige vers le nord à partir d'un point près de Sussex, passant près de Grand Lake et vers le nord jusqu'à l'Est du Québec .
- La « Voie de la baie des Chaleurs »  au nord, étudiée dans les années 1840 par le major Robinson (Royal Engineers), part de Moncton et se dirige vers le nord via Newcastle sur la rivière Miramichi, Bathurst et Campbellton, jusqu'à l'Est du Québec. La voie traverse la Gaspésie en empruntant la vallée de la rivière Matapédia (chemin Kempt) avant de remonter la vallée du Saint-Laurent jusqu'à la liaison ferroviaire avec le GTR à Rivière-du-Loup .

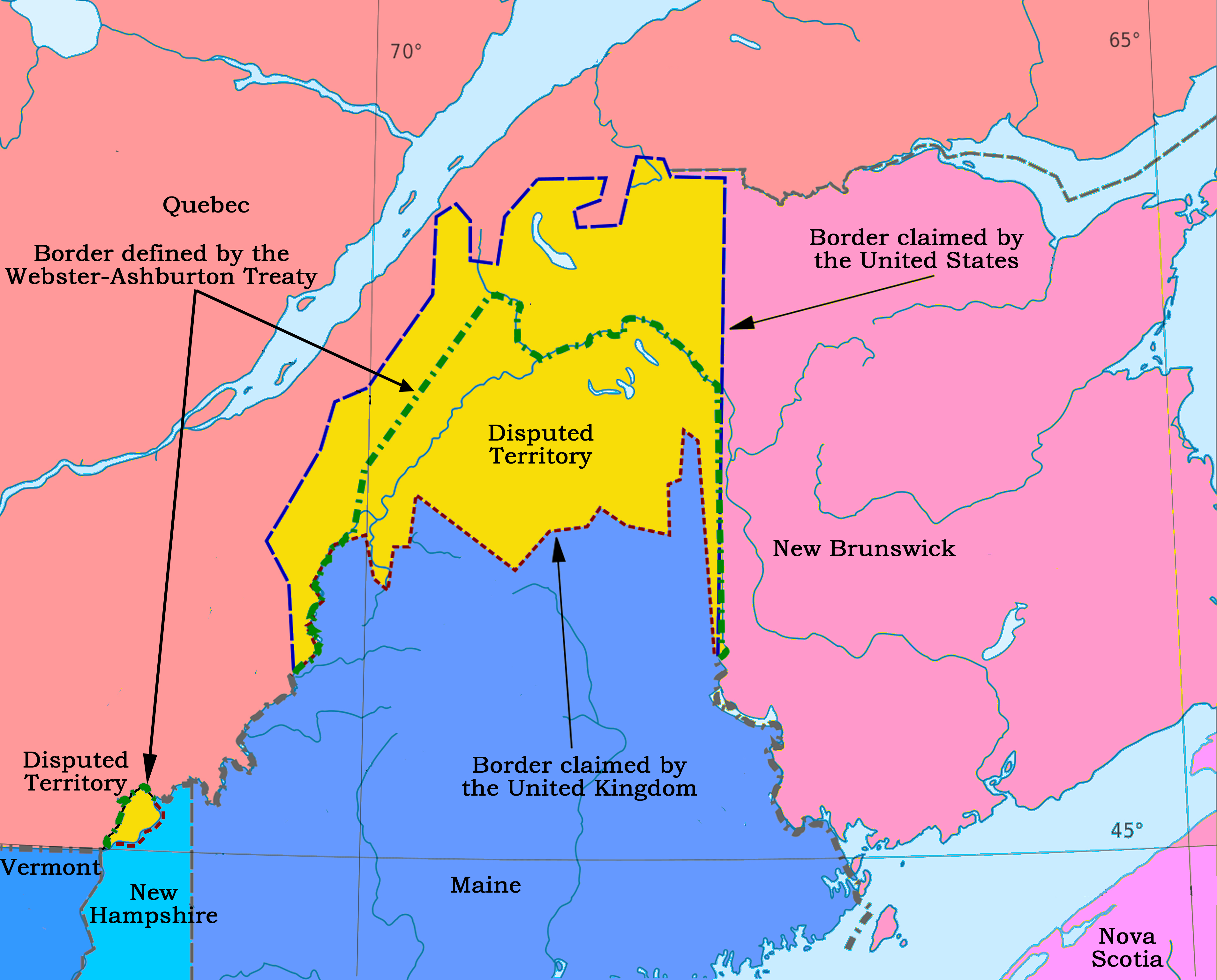
Frontière contestée.

Malgré la pression des Maritimes et de la Nouvelle-Angleterre, le tracé de la baie des Chaleurs a été choisi car, dans le contexte de la guerre civile américaine, il était le plus éloigné de la frontière avec le Maine. La distance entre Rivière-du-Loup et Halifax est de 559,5 milles (900 km) incluant 60 milles (100 km) déjà construits entre Truro et Halifax en Nouvelle Écosse ; à cela s'ajoute 89 milles (143 km) entre Moncton et Saint-Jean au Nouveau Brunswick. À Rivière-du-Loup, la voie du Grand Tronc (GTR) permet de rejoindre Lévis, en face de Québec, et d'atteindre Montréal ; la distance de Montréal à Halifax est de 836 milles (1346 km).

## Construction

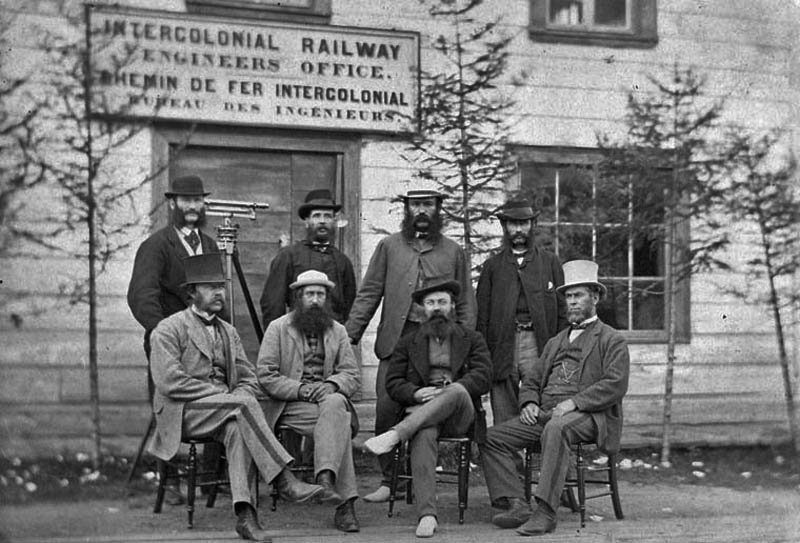
Bureau des ingénieurs et arpenteurs.

Fleming a été nommé ingénieur en chef de la construction du chemin de fer Intercolonial par le gouvernement fédéral. La majeure partie de la construction devait être confiée à des entrepreneurs locaux sous la supervision de Fleming, mais l'ingérence politique et la négligence (ou l'incompétence) de certains entrepreneurs ont entraîné une escalade des coûts. Fleming a dû assumer les responsabilités des entrepreneurs contrevenants au fur et à mesure qu'ils étaient découverts et renvoyés. Les dépassements de coût les plus importants ont été causé par des interférences politiques lors de la construction de la section devant relier le NSR à Truro et l'E&NA près de Moncton. Cela a entraîné plusieurs détournements de l'itinéraire le plus direct.
Fleming a insisté sur une haute qualité de construction en ayant recours à des remblais plus haut que le paysage environnant, si possible, pour empêcher l'accumulation de neige, et en exigeant des ponts en fer sur les ruisseaux et les rivières plutôt que les structures en bois que de nombreux chemins de fer de l'époque privilégiaient (la construction de certains ponts en bois était déjà débutée avant que l'exigence de Fleming soit acceptée par les autorités). La résistance des ponts de fer a évité de longues fermetures au cours des premières années lors des nombreux incendies de forêt. La construction du chemin de fer Intercolonial a été le plus grand projet de travaux publics canadien du 19e siècle.
Les sections du chemin de fer ont ouvert comme suit: 
- de Truro à Moncton en novembre 1872. Il a fallu traverser les montagnes Cobequid par la vallée Wentworth connue sous le nom de « Folly Gap » .
- de Rivière-du-Loup à Sainte-Flavie (Mont-Joli) en août 1874. La voie suit la rive sud du fleuve Saint-Laurent.
- de Moncton à Campbellton en 1875. Il a fallu construire deux ponts sur les bras nord-ouest et sud-ouest de la rivière Miramichi près de leur confluence à Newcastle .
- de Campbellton à Mont-Joli le 1ier juillet 1876. La ligne longe la vallée de la rivière Matapédia où les falaises abruptes entraînaient des problèmes de déneigement qui ont obligé la construction de vastes abris à neige, les seuls dans l'Est du Canada.

Le chemin de fer Intercolonial est donc complété le 1ier juillet 1876 entre Halifax et Rivière-du-Loup où le chemin de fer du Grand Tronc permet de rejoindre Lévis et Montréal. L'ICR a d'abord été construit avec une largeur de voie de 5 pieds 6 pouces (1676 mm) pour être compatible avec d'autres chemins de fer en Amérique du Nord britannique, incluant sa connexion avec le GTR à l'Ouest de Rivière-du-Loup. En 1875, avant la fin des travaux de construction, Fleming fait modifier la largeur des voies pour respecter la nouvelle norme qui se répand à travers l'Amérique, soit 4' 8½" (1435 mm) et est rapidement adoptée par le GTR. 

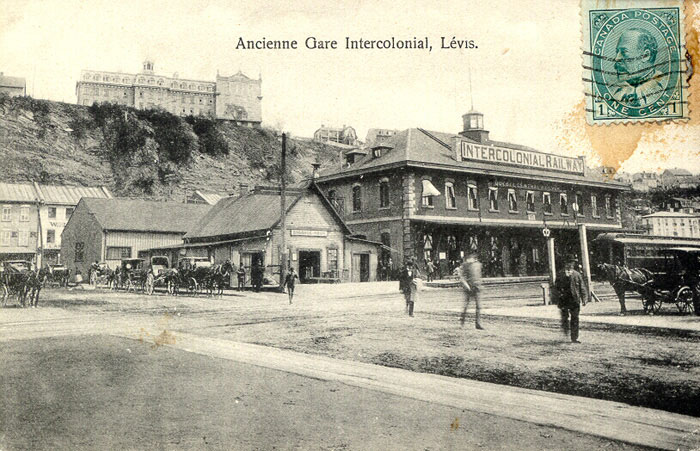
Gare de Lévis, 1902.
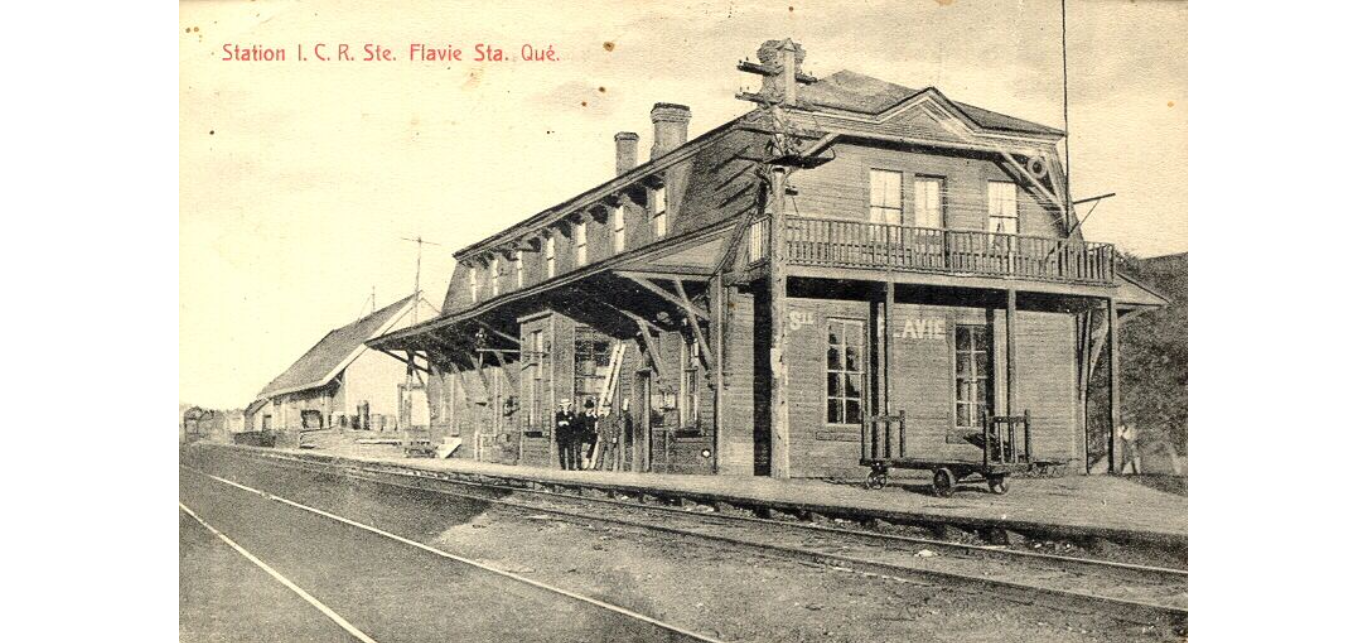
Gare de Ste-Flavie (Mont-Joli) vers 1880.
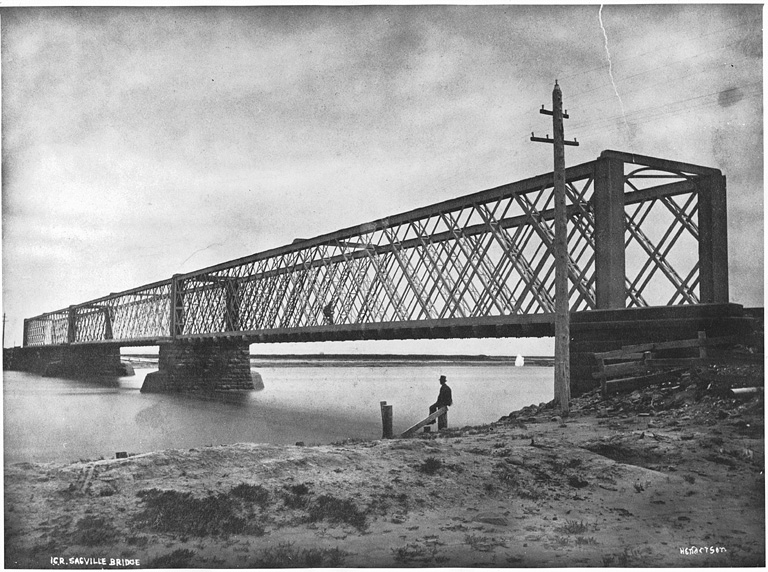
Sackville, NB, 1875.
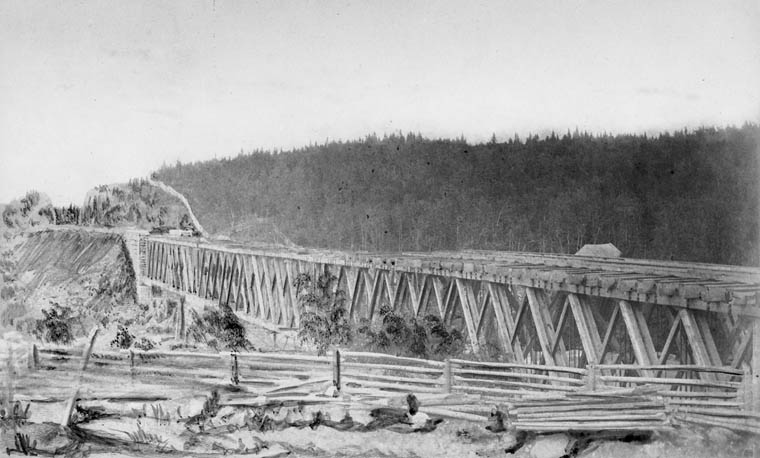
Rivière-du-Loup, PQ, vers 1873. Construit en bois, il est remplacé par un pont de fer en 1889.
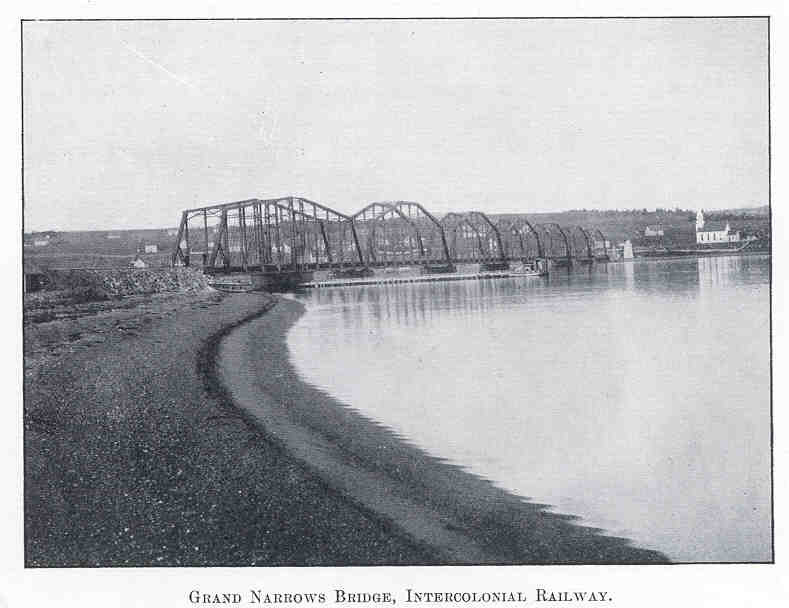
Pont Grand Narrow (1694'), détroit de Barra, lac Bras d'Or, NE, 1900.
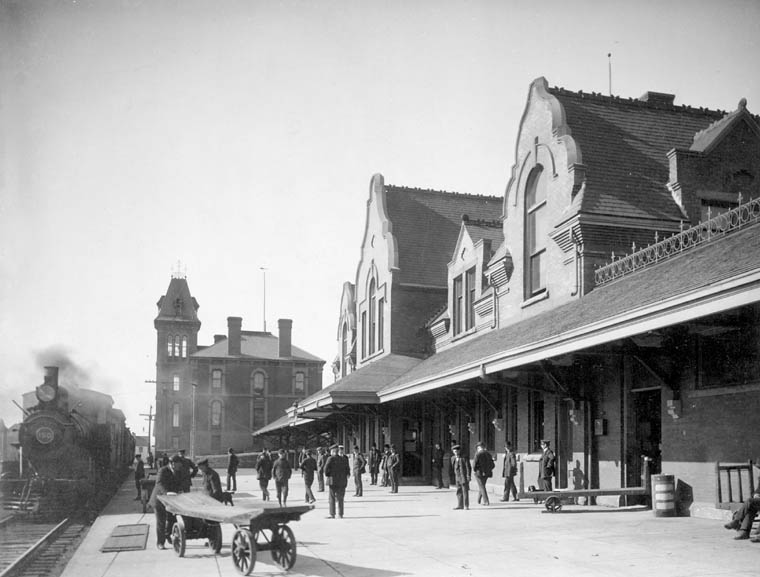
Gare de Pictou, NÉ, 1908.
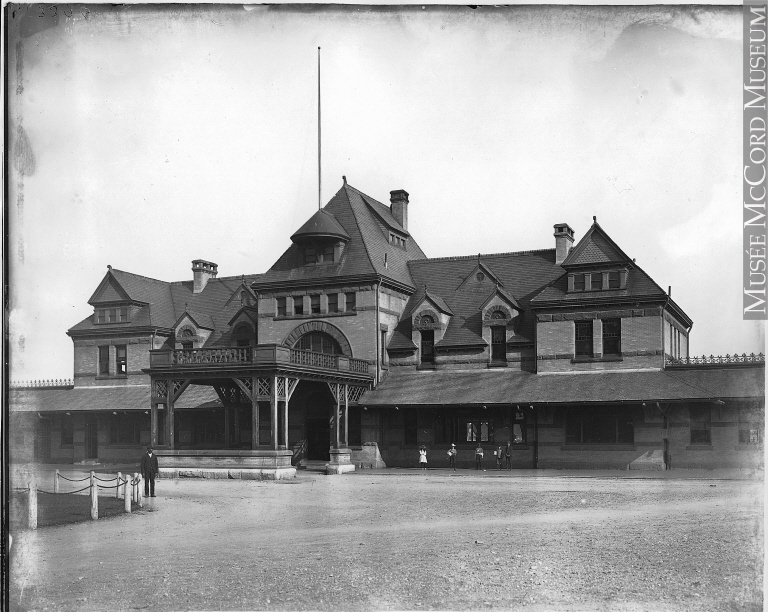
Gare de Moncton, 1901.
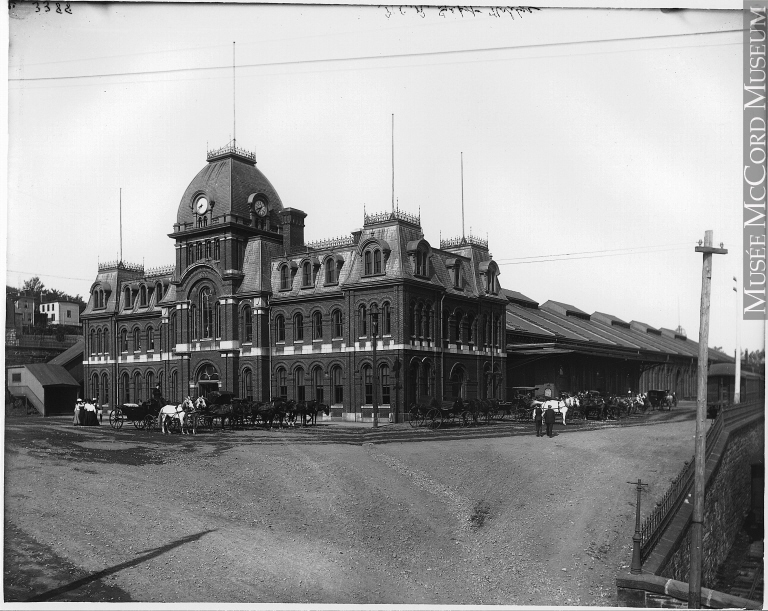
Gare (terminus) de North Street, Halifax, 1901.

## Fonctionnement et expansion

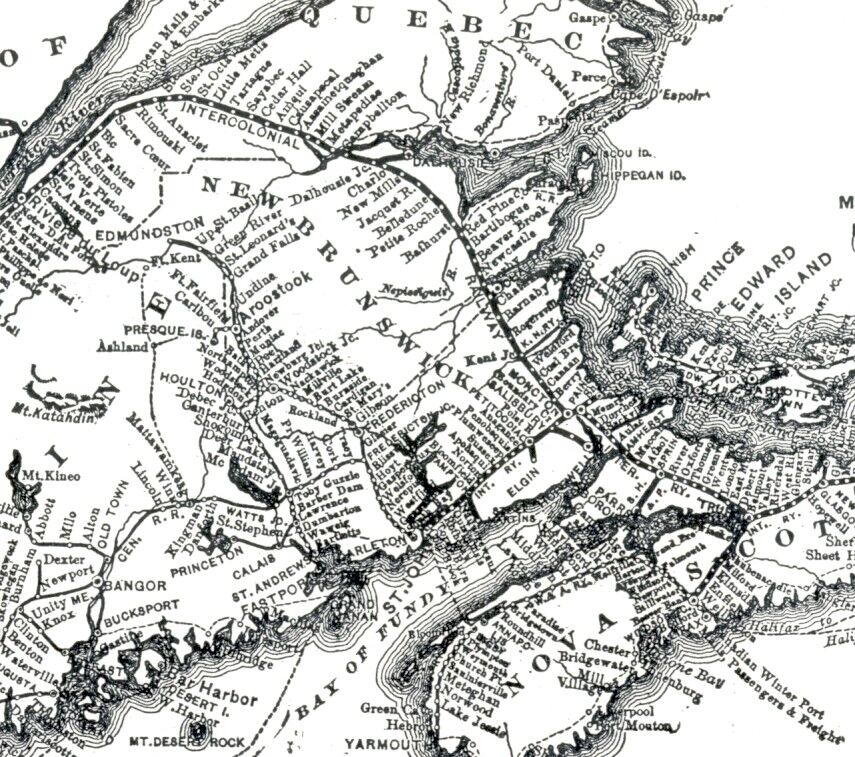
Carte de l'Intercolonial en 1877.

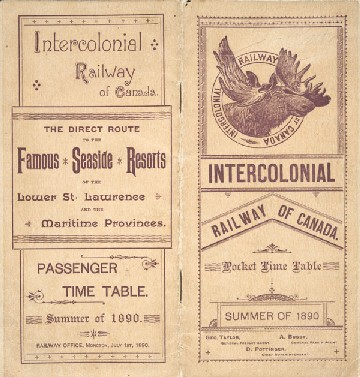
Horaire de train de 1890.

En 1879, l'ICR achète la ligne du Grand Tronc (GTR) entre Rivière-du-Loup et Lévis, en face de Québec. L'ancien terminus du GTR se trouvait à l'anse Tibbits à l'ouest de Lévis (en face des plaines d'Abraham de Québec). En 1884, l'hôtel de ville de Lévis (Halle Lauzon construite en 1864), est vendu 29 000 $ à l'ICR pour en faire une gare qui sera aussi desservie par le Grand Tronc ainsi que le Québec Central,.
En 1884, l'ICR construit, à l'Est de Campbellton, une voie secondaire pour desservir la ville portuaire et forestière de Dalhousie.
À la fin des années 1880, l'ICR achète les droits de circulation sur la ligne principale du GTR entre Lévis et Montréal (via Richmond ), permettant aux passagers et au fret des Maritimes d'atteindre la plus grande ville du Canada à l'époque, sans avoir à changer de train.
En 1887, l'ICR prend le contrôle et termine la construction d'une ligne reliant Oxford Junction à Stellarton, le long des rives du détroit de Northumberland en Nouvelle-Écosse. Cette ligne était connue sous le nom de « Ligne courte» et elle offrait un autre itinéraire vers le comté de Pictou et de l'île du Cap-Breton en provenance du Nouveau-Brunswick.
En 1890, l'ICR  achève la construction de ce qui avait commencé comme le « Cape Breton Eastern Extension Railway », avec une ligne allant de son ancien terminus NSR à New Glasgow vers l'Est en passant par Antigonish jusqu'au port de Mulgrave où un service de traversier est créé pour traverser   les eaux profondes du détroit de Canso, d'une largeur de 1 mille (1,6 km), jusqu'à Point Tupper . La ligne se dirige ensuite vers l'Est à travers le centre de l'île du Cap-Breton, traversant le lac Bras d'Or sur le pont Grand Narrows nouvellement construit, continuant vers le port de North Sydney (avec des liaisons par traversier et bateau à vapeur vers Port aux Basques, Terre-Neuve) et se terminant dans le centre industriel et le port de Sydney en plein essor.

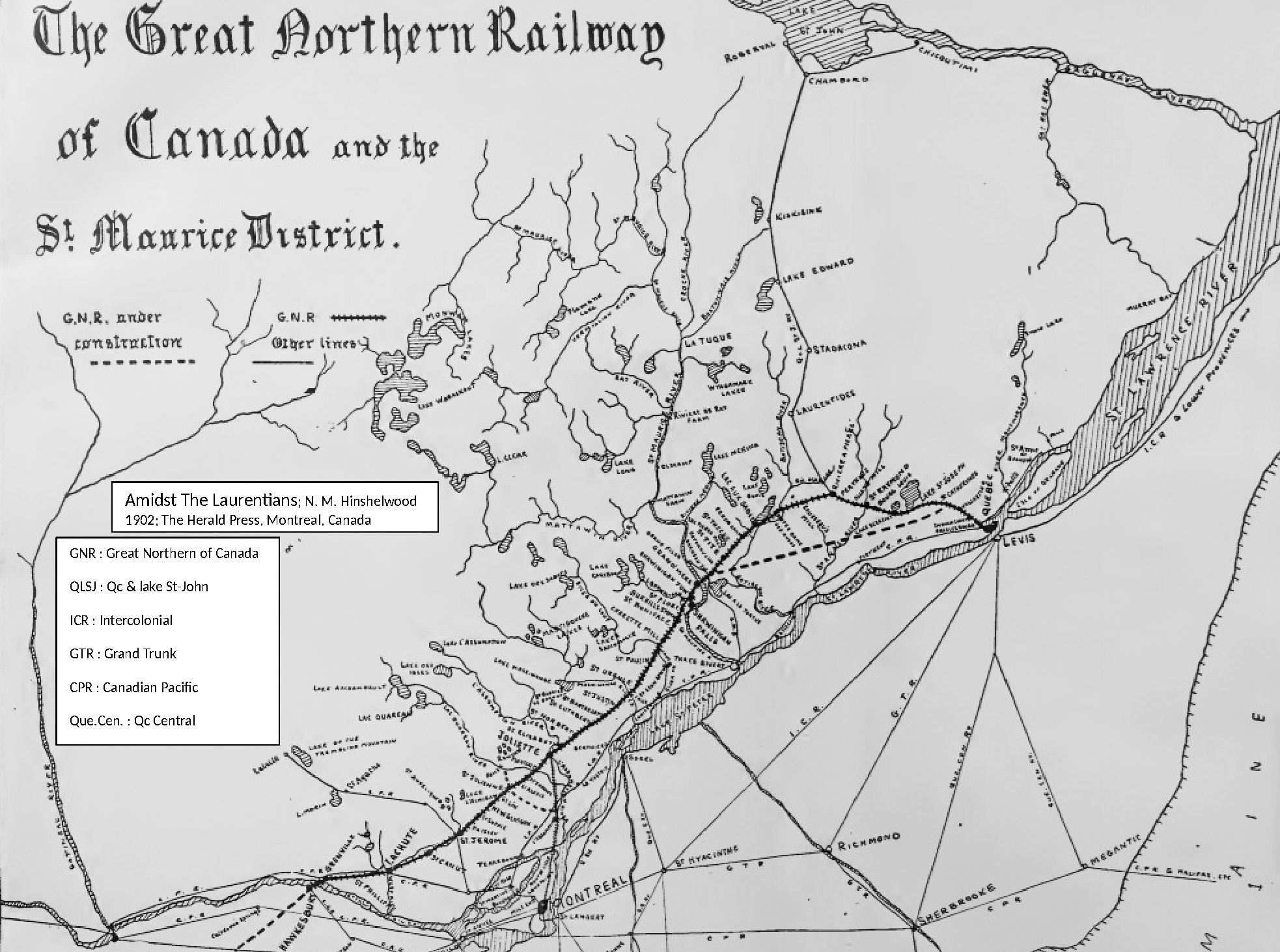
Carte des voies ferrées du Québec en 1902.

En 1897, le ministère des Chemins de fer et Canaux achète de James Naismith Greenshields  le chemin de fer du comté de Drummond (Drummond County Railway) entre Sainte-Rosalie (à l'est de Saint-Hyacinthe où il rejoignait la ligne principale du GTR en provenance de Montréal) et Lévis. La ligne est incorporée au ICR qui, avec cet itinéraire plus court, cesse d'utiliser la voie du GTR via Richmond.
En 1904, l'ICR achète le « Canada Eastern Railway », ce qui lui permet d'atteindre la région de Fredericton .

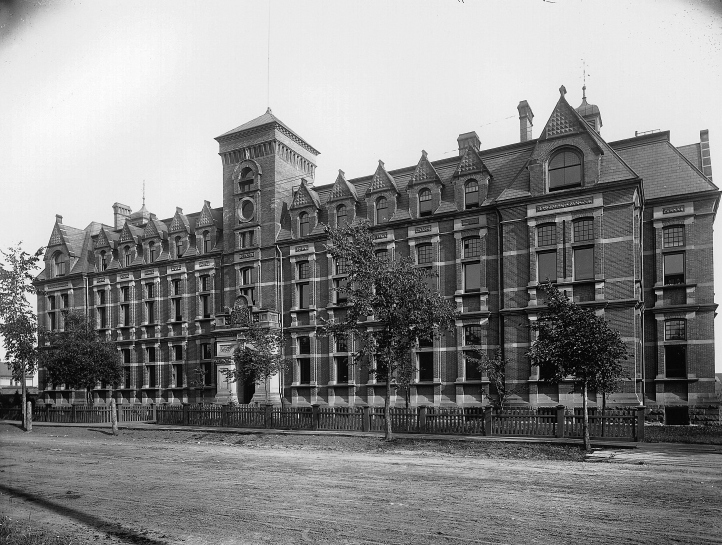
Siège social établi à Moncton, 1901.

Le siège social de l'Intercolonial est installé à Moncton où de vastes ateliers et cours de triage sont construits, ainsi qu'une grande gare pour rivaliser avec celle du Canadien Pacifique à McAdam. Après l'incendie survenu le 24 février 1906, les ateliers de Moncton sont déplacés à la demande du député local, Henry Emmerson, qui était ministre des Chemins de fer et Canaux au Cabinet du premier ministre Wilfrid Laurier ; les nouveaux ateliers sont construits au nord-ouest du centre-ville tandis que l'ancien emplacement sert à agrandir la cour de triage. Après l'incendie, les villes de Rivière-du-Loup et Campbellton avaient toutes deux fait pression pour accueillir le nouveau siège social de l'ICR.
L'arrivée de l'Intercolonial a rapidement entraîné une révolution industrielle dans les Maritimes grâce aux accords prévoyant des tarifs subventionnés et à la politique nationale du Premier ministre Sir John A. Macdonald. L'ICR facilitait le transport du minerai de fer et du charbon entre les aciéries de Trenton, Sydney Mines et Sydney, ainsi que des produits finis et semi-finis vers d'autres sites des Maritimes et du centre du Canada. Cela a favorisé la création de fonderies et de diverses industries en Nouvelle-Écosse et au Nouveau-Brunswick le long des lignes principales et secondaires de l'ICR.

## Trains de passagers

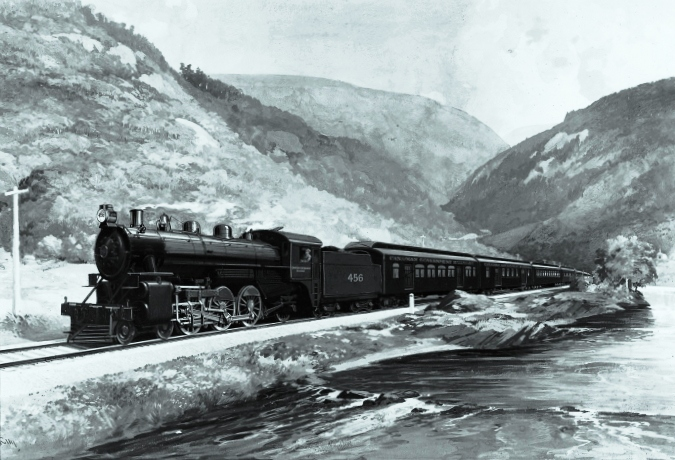
Train Ocean Limited, vallée de la Matépédia, 1915.

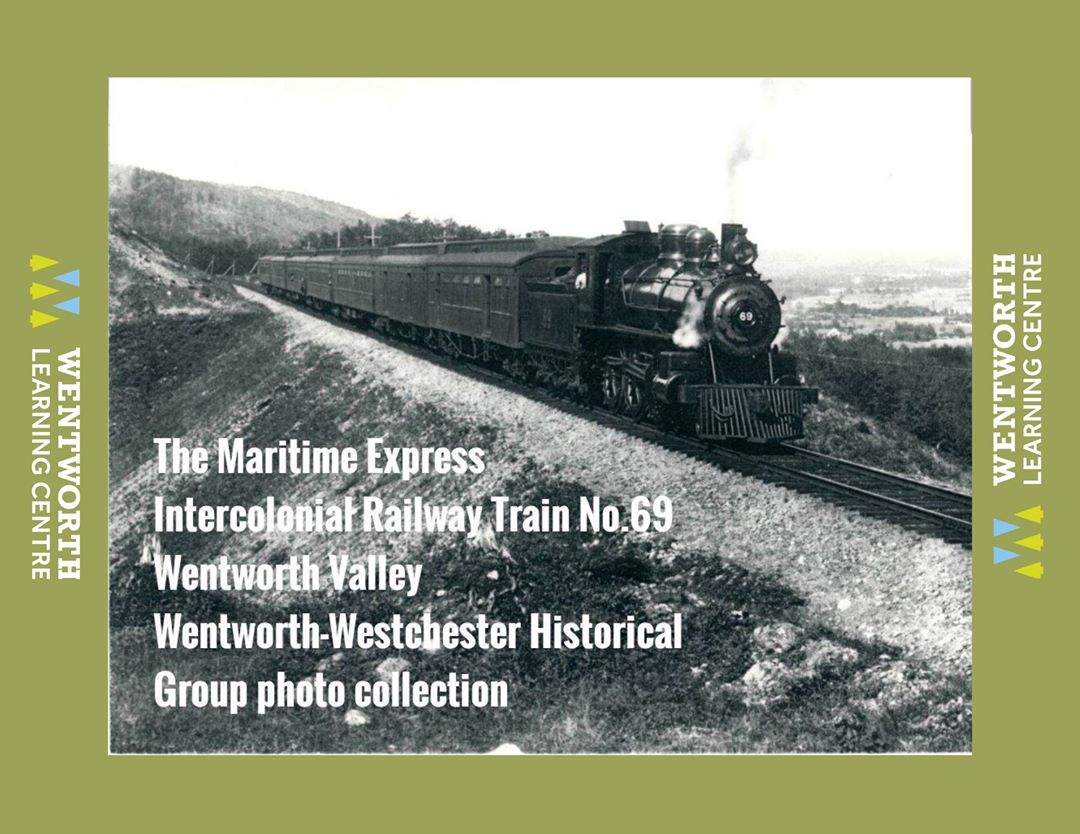
Train Maritime Express, vallée Wentworth, Nouvelle-Écosse, 1901.

L'ICR a utilisé plusieurs noms célèbres pour ses trains de passagers dont le Maritime Express et l' Ocean Limited, le plus ancien au Canada à ce jour. Une photo publicitaire de 1901 du Maritime Express a été reproduite sur le billet canadien de cinq dollars de 1912.
L'horaire des trains de passagers sont harmonisés avec ceux des bateaux à vapeur à destination de l'Île-du-Prince-Édouard à partir de Shediac et Pictou, des bateaux à vapeur à destination de Québec à partir de Pictou, des bateaux à vapeur à destination des États-Unis et l'Europe à partir d'Halifax et de Saint Jean, des traversiers à destination de l'île du Cap-Breton et des services de bateaux à vapeur exploités par le chemin de fer de Terre-Neuve, à North Sydney.
Les trains de passagers circulaient entre tous les arrêts des voies de l'ICR:

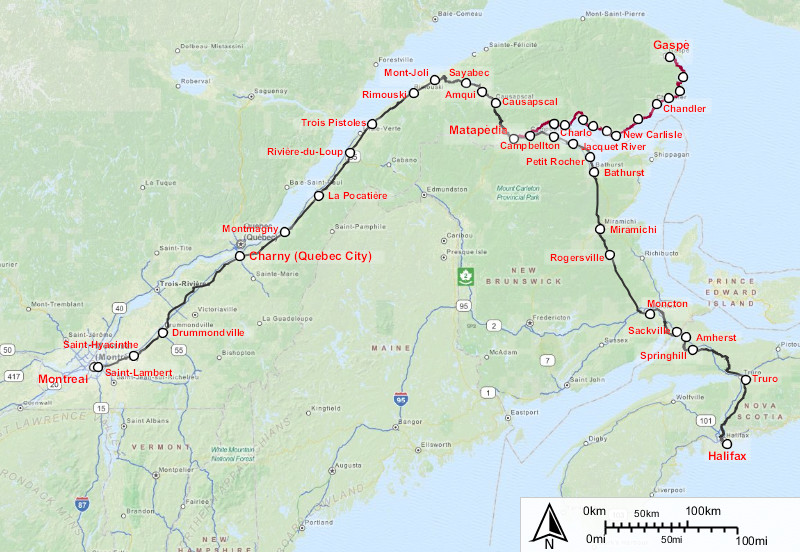
Trajet du train (en brun, la dérivation interrompue vers Gaspé) (carte interactive)

Le trajet panoramique à travers l'est du Canada incluait l'île de Montréal, la vallée du bas St-Laurent, la vallée de la rivière Matapédia, la rive sud de la baie des Chaleurs, les forêts de l'est du Nouveau Brunswick, les marais Tantramar, les montagnes Cobequid, la vallée Wentworth, le long de la baie Cobequid et un mélange de terres agricoles à travers le centre de la Nouvelle Écosse jusqu'à Halifax.

## Première Guerre mondiale
En tant que chemin de fer appartenant au gouvernement et seul exploitant d'une liaison ferroviaire avec le port d'Halifax et le vaste établissement de défense qui s'y trouve, l'ICR est devenu primordial pour l'effort de guerre canadien et britannique tout au long de la Première Guerre mondiale. L'expédition de matériel de guerre ne peut se faire sur la voie du Canadien Pacifique à Saint Jean  car elle traverse l'état du Maine, ce qui violerait la neutralité des États-Unis.
L'Allemagne, en utilisant pour la première fois des sous-marins dans un conflit à grande échelle, oblige la Marine royale canadienne et la Marine royale à instituer l'utilisation de convois pour protéger les navires. Des filets contre les torpilles suspendus à l'entrée du port protégé d'Halifax permettent aux navires de charger et de se former en convois. L'ICR a dû augmenter le nombre d'employés et d'équipements pour transporter les fournitures militaires du centre du Canada jusqu'à la côte atlantique. À partir de 1915, l'ICR est intégré aux « Canadian Government Railways » (Chemins de fer du gouvernement canadien), mais continue de fonctionner sous le nom d'Intercolonial. Une autre voie importante était celle du Cap-Breton où le plus grand employeur privé au Canada, la Dominion Steel and Coal Company produit de grandes quantités d'acier et de charbon pour l'effort de guerre, dont une grande partie a été transportée par l'ICR vers l'ouest. à d'autres centres industriels, avant de retourner via Halifax pour être expédiés à l'étranger.
Le 6 décembre 1917, l'explosion d'Halifax ravage une grande partie des infrastructures de l'ICR dans le quartier de Richmond, au nord d'Halifax. La station North Street de l'ICR est lourdement endommagée ; la cour de triage de Richmond et ses terminaux d'expédition sont détruits ou rendus inutilisables. Des centaines de wagons de marchandises sont détruits et des dizaines d'autres pour passagers et d'hôpitaux militaires sont lourdement endommagées. De nombreux employés d'ICR, notamment le répartiteur de trains Vincent Coleman, ont répondu avec héroïsme et détermination désespérée pour évacuer les blessés et appeler les secours. L'explosion a gravement mais brièvement entravé les opérations en temps de guerre dans le port. Le chemin de fer a mobilisé des équipes de réparation de tout l'Est du Canada pour nettoyer les débris à une vitesse remarquable et a repris son horaire complet cinq jours après l'explosion. Les quais et les installations de fret ont été reconstruits pour le service en temps de guerre en un mois. On a accéléré la construction, déjà commencée, d'une deuxième voie qui a nécessité le dynamitage d'un corridor à travers l'extrémité rocheuse du sud de la péninsule d'Halifax jusqu'à un nouveau terminal océanique. L'ICR a réparé temporairement la gare de North Street puis, en janvier 1919, il a transféré le service voyageurs à une nouvelle gare sud près de l'actuelle gare d'Halifax.

## Sigle et marquage
Sur les horaires (Time Table) de 1885 et 1890, lINTERCOLONIAL apparaît en gros caractères avec en dessous, « railway of Canada » (sur celui de 1885, il n'y a pas encore la tête d'orignal). « ICR » a été le sigle du chemin de fer Intercolonial pendant la majeure partie de son histoire ; mais lors de la Première Guerre mondiale, il a été changé pour IRC, Intercolonial Railway of Canada. Les publications de l'Intercolonial, les articles de journaux et l'usage populaire ont continué d'utiliser ICR. Le logo du chemin de fer était une tête d'orignal mâle qui faisait partie d'une campagne de promotion touristique pour les amateurs de chasse et de pêche ; le logo est rarement apparu sur le matériel roulant. Une série d'écussons des 7 provinces canadiennes de l'époque apparaît à l'endos de l'horaire : Ontario, Québec, Nouveau-Brunswick, Nouvelle-Écosse (avant 1929), Manitoba, Colombie- Britannique (avant 1905) et Îles-du-Prince-Édouard ; une série plus complète se retrouvera sur les horaires du Canadian Government Raylways et du Canadian National Raylways : Ontario, Québec, Nouvelle-Écosse, Nouveau-Brunswick, Colombie-Britannique, Île-du-Prince-Édouard, Saskatchewan, Alberta et Manitoba. 

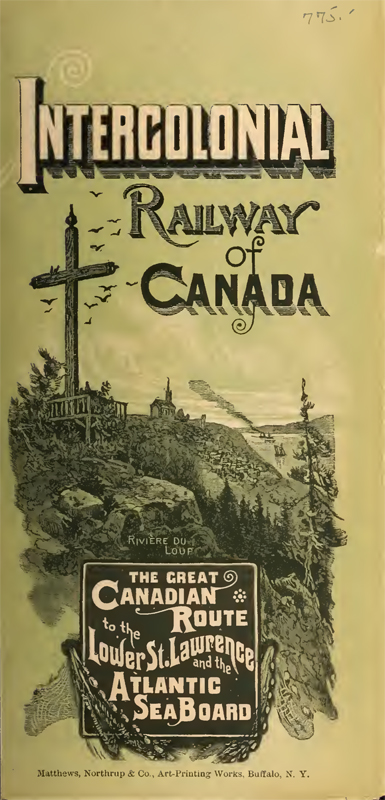
Horaire de 1885.
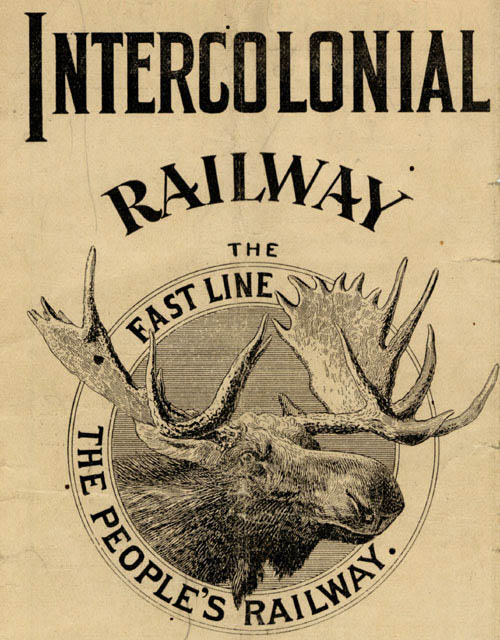
The peoples's railway.
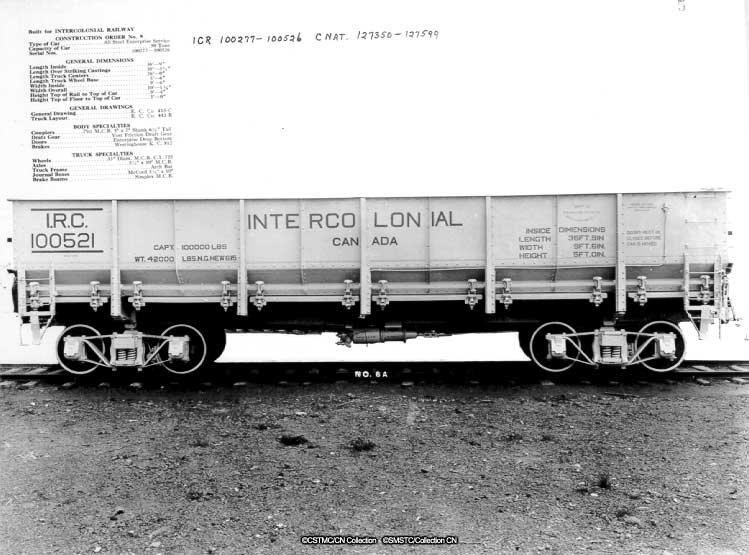
Wagon intercolonial avec sigle IRC.
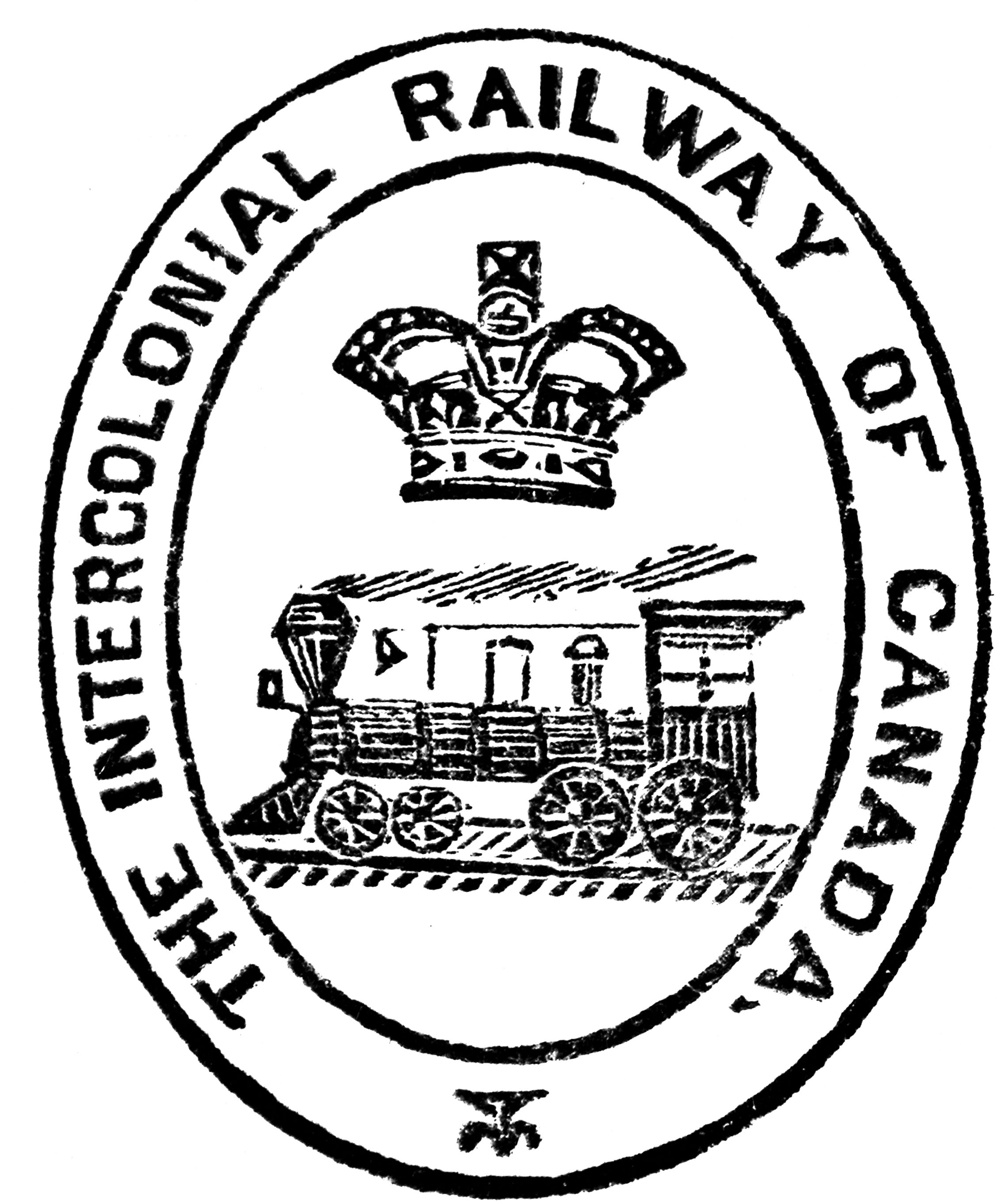
Emblème de l'Intercolonial.
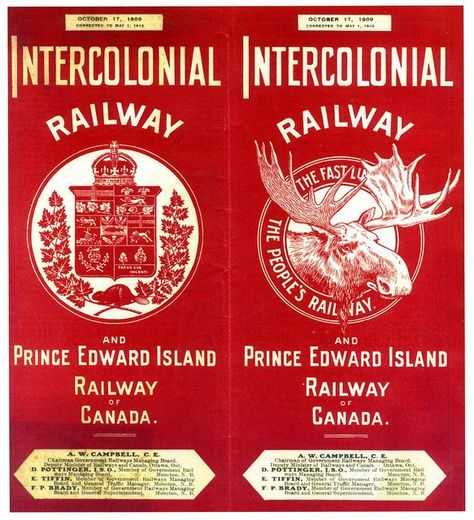
Horaire de 1909.

## Canadian Government Raylways (CGR)
Dès 1897, les chemins de fer appartenant au gouvernement canadien sont connus sous le nom de "Canadian Government Railways". Pendant la première guerre mondiale, la construction d'un troisième chemin de fer transcontinental (NTR) par le gouvernement et l'arrêt du financement provenant de propriétaires britanniques poussent plusieurs compagnies de chemin de fer à la faillite. En 1915, l'Intercolonial, le National Transcontinental Railway (NTR) et le Prince Edward Island Railway (PEIR), propriétés du gouvernement fédéral ainsi que plusieurs chemins de fer en faillite ou disparus, sont regroupés sous la bannière collective des Chemins de fer du gouvernement canadien (Canadian Government Railways) à des fins de financement et d'administration, bien que chaque entreprise ait continué à fonctionner de manière indépendante. À l'époque, l'Intercolonial s'étendait sur 692,21 milles (1114 km).

## Canadian National Railways (CNR)

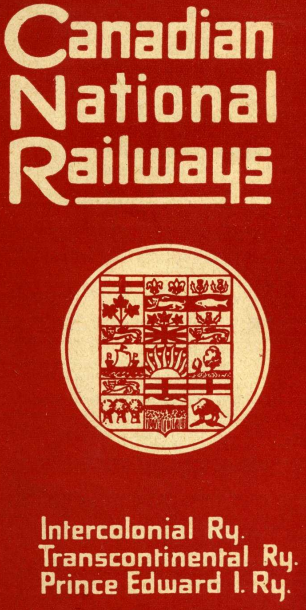
Horaire de 1919.

Le 6 septembre 1918, le Canadian Northern Railway (CNoR) en faillite est nationalisé par le gouvernement Borden dans le cadre d'un programme de réorganisation des chemins de fer canadiens d'une durée de trois ans mené par le ministre des Chemins de fer et Canaux, John Dowsley Reid. À l'époque, le conseil de direction du CNoR, nommé par le gouvernement, a été chargé d'assumer le contrôle du CGR. Le 20 décembre 1918, Reid consolide la gestion des diverses compagnies en créant les Chemins de fer nationaux du Canada (Canadian National Railways), par un arrêté du Conseil privé. Le Grand Trunk Pacific Railway (GTPR), est nationalisé par le gouvernement fédéral le 7 mars 1919 et devient partie intégrante du CNR le 12 juillet 1920. Le Grand Tronc, la société mère du GTPR, est nationalisé le 21 mai 1920 et sera intégré dans le CNR le 30 janvier 1923. Le slogan « Chemin de fer populaire » de l'Intercolonial  continue d'être utilisé pour le Canadien National  pendant un certain temps.

## Héritage
L'Intercolonial qui précéde le Canadien Pacifique de neuf ans, est le premier chemin de fer national du Canada et sa première société d'État importante. Présence omniprésente dans les Maritimes, l'ICR emploie des milliers de travailleurs, achète des millions de dollars de services, de charbon et d'autres produits locaux chaque année, exploite des traversiers pour l'île du Cap-Breton dans le détroit de Canso et transporte la Poste Royale. L'IRC est le visage du gouvernement fédéral dans de nombreuses collectivités d'une région qui est encore un peu hostile à ce que beaucoup croient être une confédération forcée (les organisateurs anti-Confédération sont restés actifs en Nouvelle-Écosse et en particulier au Nouveau-Brunswick jusqu'aux années 1880s).
Malgré de nombreuses allégations d'ingérence politique dans sa construction et son exploitation ultérieure, l'exploitation de la majorité des voies de l'IRC est demeurée rentable. Cela est dû en grande partie au fait que l'ICR n'a jamais eu à faire face à la baisse de revenu de fret et de passagers survenue en raison de la construction de routes ou de l'utilisation du transport aérien après la Seconde Guerre mondiale. Au cours des 42 années d'existence de l'ICR entre 1876 et 1918, le chemin de fer détenait le monopole du transport terrestre.
En 1918, la voie et les installations de l'Intercolonial constituent la majorité des opérations ferroviaires du Canadien National dans les Maritimes. Le CN (CNR abrégé après 1960) conserve le siège social de Moncton qui devient le principal quartier régional jusque dans les années 80. Jusqu'à la fin des années 1970, la ligne traversant le nord du Nouveau-Brunswick et l'Est du Québec a continué d'accueillir une grande partie du fret du CN et la majorité de son trafic passagers vers la Nouvelle-Écosse, l'Île-du-Prince-Édouard et Terre-Neuve.
En 1976, le CN construit 30 milles (48,3 km)  de voie ferrée pour relier Pelletier, sur la voie construite par le NTR au Québec, à la voie de l'ICR à l'ouest de Rivière-du-Loup. Cela permet de supprimer 200 milles (321,9 km) de voie montagneuse sur l'ancien NTR entre Pelletier et Québec. Par la suite, la majorité du trafic de marchandises vers les Maritimes s'est déplacée vers la ligne du NTR à travers le centre du Nouveau-Brunswick, reléguant la ligne ICR à l'est de Rivière-du-Loup au statut de ligne principale secondaire.
À la suite de la privatisation du CN en 1995, l'entreprise entreprend un programme de rationalisation du réseau. La ligne reliant Moncton à Rivière-du-Loup ainsi que celle menant en Gaspésie sont vendues en 1998 à la Société des chemins de fer du Québec qui exploitait pendant un certain temps le chemin de fer de la côte est du Nouveau-Brunswick et ses filiales. La ligne de Truro à Sydney est vendue au Cape Breton and Central Nova Scotia Railway, en 1993.
Le CN maintient en service les sections de l'ancienne ligne principale de Sainte-Rosalie à Charny, de l'extrémité Est de Lévis à Rivière-du-Loup ainsi que les lignes de Moncton à Saint-Jean et de Moncton à Halifax. La courte section riveraine de Lévis est abandonnée le 24 octobre 1998, alors que le CN utilise l'ancienne voie du NTR entre Charny et l'extrémité Est de Lévis.
Malgré le remplacement ou l'amélioration des ponts et des voies depuis le 19e siècle, on continue d'utiliser la quasi-totalité du tracé de Sir Sandford Fleming ; ses remblais, ses trouées dans le roc et ses ponts de fer, jugés extravagants à l'époque, restent pratiquement inchangés.
Via Rail continue d'exploiter le train de voyageurs Océan entre Halifax et Montréal en suivant l'intégralité du parcours de l'ICR sur tout le trajet, à l'exception du secteur riverain de Lévis.
Les anciennes gares de Lévis et Pictou ont été désignées comme lieux historiques nationaux du Canada, ainsi que la rotonde Joffre construite par l'ICR à Charny. La création de l'ICR a été désigné événement historique national .